# 1993 en Nouvelle-Écosse
Chronologie de la Nouvelle-Écosse
- 1989
- 1990
- 1991
- 1992
- 1993
- 1994
- 1995
- 1996
- 1997

Cette page concerne des événements survenus en 1993 dans la province canadienne de Nouvelle-Écosse.

## Politique
- Premier ministre : Donald W. Cameron puis John Savage
- Chef de l'Opposition :
- Lieutenant-gouverneur : Lloyd Crouse
- Législature :